# Ulster Trophy 1951
L'Ulster Trophy 1951 è stata una gara di Formula 1 extra-campionato tenutasi il 2 giugno, 1951 sul Circuito di Dundrod, a Dundrod, in Irlanda del Nord. La corsa è stata vinta da Giuseppe Farina su Alfa Romeo 159.

## Gara

### Risultati
| Pos  | Nr | Pilota                     | Vettura          | Giri | Tempo/Ritiro   |
| ---- | -- | -------------------------- | ---------------- | ---- | -------------- |
| 1    | 9  | Giuseppe Farina            | Alfa Romeo 159   | 27   | 2h11:21.0      |
| 2    | 17 | Reg Parnell                | Ferrari 375      | 27   | + 1:13.0       |
| 3    | 3  | Brian Shawe-Taylor         | ERA Tipo B       | 26   | + 1 giro       |
| 4    | 2  | Bob Gerard                 | ERA Tipo B       | 26   | + 1 giro       |
| 5    | 6  | Yves Giraud-Cabantous      | Talbot-Lago T26C | 26   | + 1 giro       |
| 6    | 23 | David Murray               | Maserati 4CLT/48 | 25   | + 2 giri       |
| 7    | 4  | Louis Rosier               | Talbot-Lago T26C | 25   | + 2 giri       |
| 8    | 18 | Peter Walker               | Delage 15S8      | 24   | + 3 giri       |
| 9    | 8  | Johnny Claes               | Talbot-Lago T26C | 24   | + 3 giri       |
| 10   | 12 | David Hampshire            | Maserati 4CLT/48 | 24   | + 3 giri       |
| 11   | 21 | Philippe Étancelin         | Talbot-Lago T26C | 24   | + 3 giri       |
| NC   | 5  | Guy Mairesse               | Talbot-Lago T26C | 23   |                |
| NC   | 11 | Philip Fotheringham-Parker | ERA Tipo B       | 18   |                |
| Rit. | 15 | Toulo de Graffenried       | Maserati 4CLT/48 | 11   | Perdita d'olio |
| Rit. | 20 | Ernie Wilkinson            | ERA Tipo B       | 9    | Pistone        |
| Rit. | 25 | Joe Kelly                  | Alta GP          | 6    | Pistone        |
| Rit. | 19 | Graham Whitehead           | ERA Tipo B       | 5    | Incendio       |
| Rit. | 10 | Duncan Hamilton            | Talbot-Lago T26C | 3    | Albero a camme |
| Rit. | 16 | Louis Chiron               | Maserati 4CLT/48 | 3    | Incidente      |
| NP   | 1  | Peter Whitehead            | Ferrari 125      |      | Pistone        |
| NP   | 22 | Bobbie Baird               | Baird-Griffin    |      | Motore         |
| NP   | 24 | Geoff Richardson           | RRA-ERA          |      | Incidente      |